# Getting Even (film 1909)
Getting Even è un cortometraggio muto del 1909 diretto da David W. Griffith che ha come interpreti Billy Quirk, Mary Pickford, James Kirkwood.

## Trama
In un campo di minatori, tutti i giovanotti fanno la corte a Lucy. A un ballo, Bud, il più giovane, si traveste da donna e flirta con i compagni che non lo riconoscono. Tutti cercano di ballare con la nuova ragazza, trascurando Lucy. Quando Bud rivela la sua vera identità, gli altri sono troppo imbarazzati e non hanno il coraggio di accostarsi di nuovo a Lucy. Ne approfitta Bud che ballerà con lei tutta la notte.

## Produzione
Il film fu prodotto dalla Biograph Company. Venne girato a Edgewater, nel New Jersey.

## Distribuzione
Distribuito dalla Biograph Company, uscì nelle sale cinematografiche statunitensi il 13 settembre 1909.
Nelle proiezioni, veniva programmato con il sistema dello split reel, accorpato in un'unica bobina con un altro cortometraggio prodotto dalla Biograph, The Children's Friend.
Copia della pellicola viene conservata ed è stata distribuita in DVD (NTSC dalla Grapevine nell'agosto 2006, in D.W. Griffith, Director - Volume 4 (1909), insieme ad altri corti di Griffith per un totale di 114 minuti.